# エドゥアルド・ロナルディ
エドゥアルド・エルネスト・ロナルディ・ドゥーセ（Eduardo Ernesto Lonardi Doucet, 1896年9月15日 - 1956年3月22日）は、アルゼンチンの軍人、政治家。1955年9月23日から11月13日まで事実上のアルゼンチン大統領の地位にあった。軍人としての最終階級は中将。

## 経歴
1896年9月15日、ブエノスアイレスにて生を受ける。
1942年にはラモン・カスティーヨ大統領の元で駐在武官としてチリに派遣されたが、まもなくスパイとして告発されチリ政府当局により「好ましからざる人物」に指定され国外追放に処されている。帰国後はカスティーヨ大統領に対する1943年クーデターに参加。その後は1946年までワシントンD.C.に駐在武官として派遣され、以後はアルゼンチン国内にて勤務する。
熱心なカトリック教徒・国粋主義者であったロナルディは1955年9月16日のフアン・ペロン大統領に対するクーデター後の軍事政権における指導者として指名されていた。彼のブエノスアイレス入城の際には『クリスト・ヴェンセ』（Cristo Vence, 「キリストの勝利」の意味）という歌の合唱で迎えられた。しかし「勝者も敗者も無く」(neither victors nor vanquished)のスローガンを掲げて旧体制派（ペロン派）との融和を図る彼の政治的スタンスは軍部リベラル派の反発を買い、わずか2ヶ月あまりで大統領の座を追われることとなる。後任者はペドロ・エウヘニオ・アランブルであった。
その後、ガンを患い治療のために一時アメリカに移る。1956年3月22日、ブエノスアイレスにてガンのために死去。